# ملعب ريموند جيمس
ملعب ريموند جيمس: أو راي جاي  كما يعرفه جماهير فريق تامبا باي بكانيرز و هو الفريق الذي يستعمل الملعب في منافسات دوري كرة القدم الأمريكية. و هو ملعب لكرة القدم الأمريكية متعدد الأغراض و يقع في تامبا، فلوريدا. و يتميز الملعب بوجود سفينة قراصنة صغيرة أعلى الجهة الجنوبية تمثل شعار الفريق و إسمه الذي يعني القراصنة.

## استضافات مهمة
استضاف الملعب مباراة السوبر بول مرتين:
- بتاريخ 28 كانون الثاني سنة 2001 مباراة السوبر بول فار بها فريق بالتيمور ريفنز على فريق نيويورك جاينتس بنتيجة 34-7.
- بتاريخ 1 فبراير سنة 2009 مباراة السوبر بول فار بها فريق بيتسبورغ ستيلرز على فريق أريزونا كاردينالز بنتيجة 27-23.

## صور من الملعب

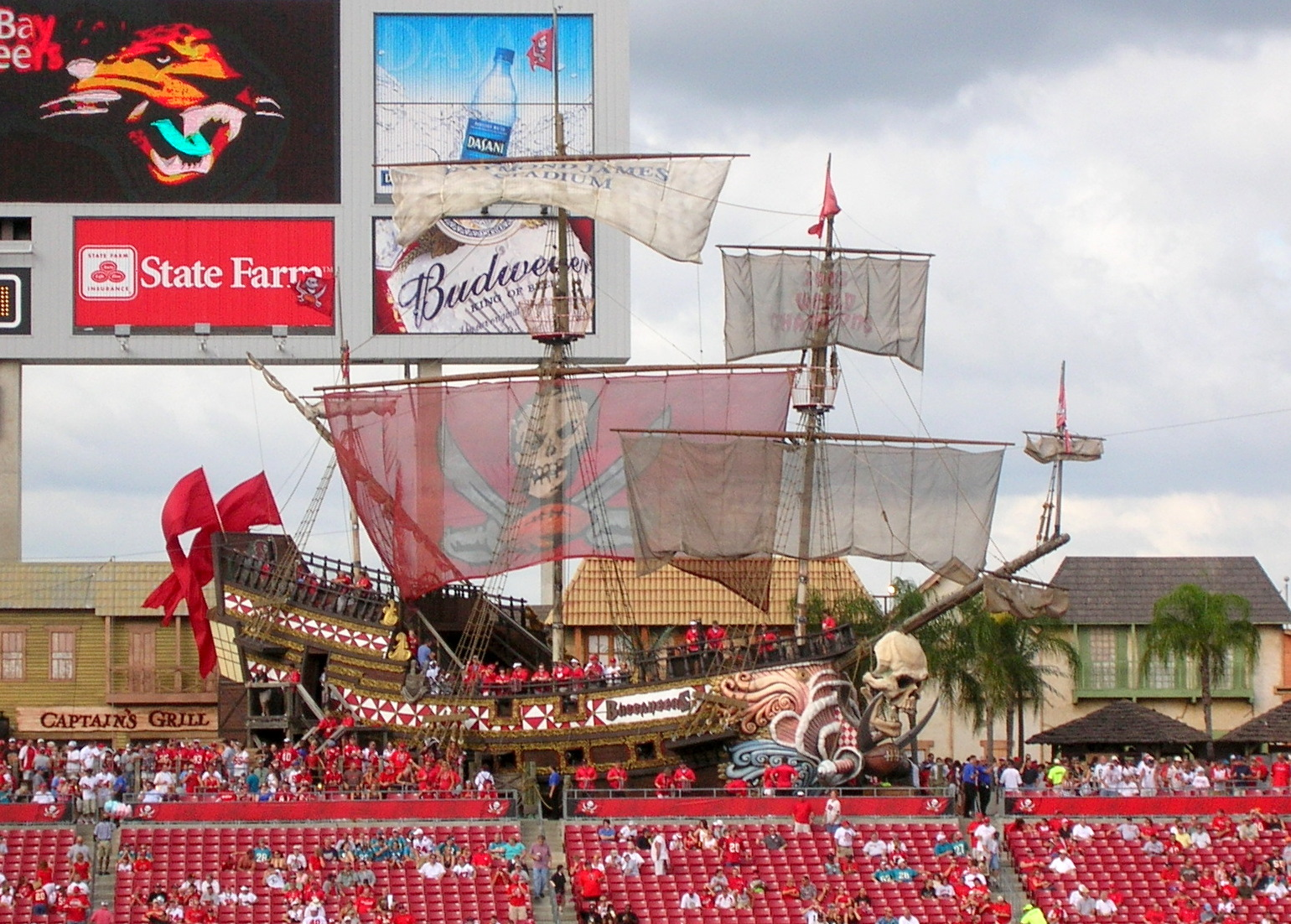
سفينة القراصنة أعلى الجهة الجنوبية من المدرجات.
الجماهير تدخل من البوابة الرابعة للملعب.
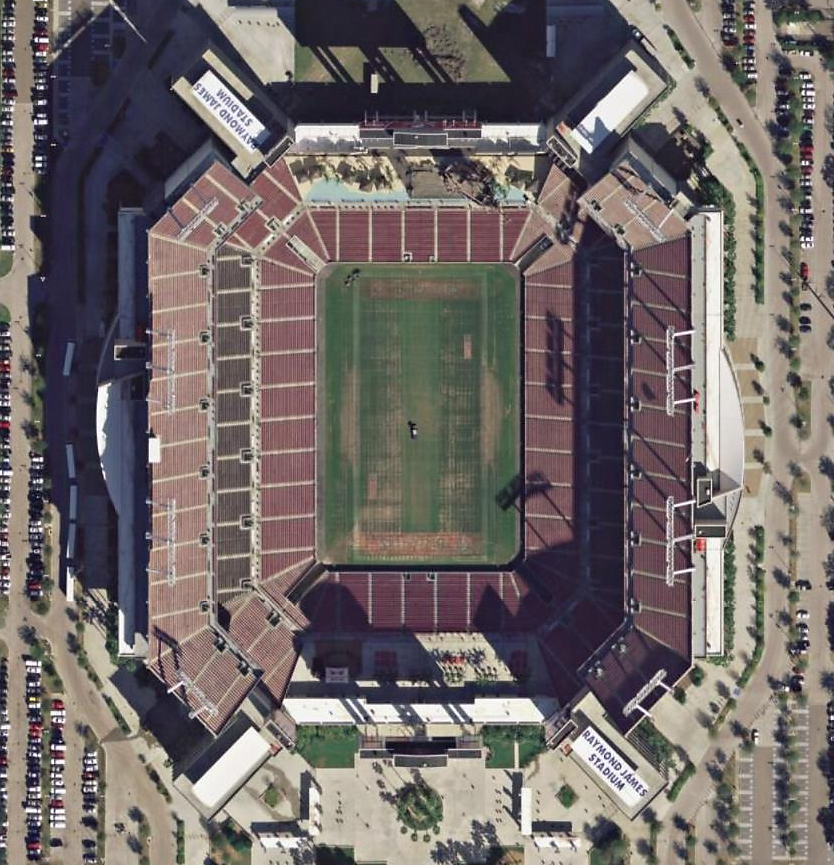
صورة للملعب ملتقطة من الجو.
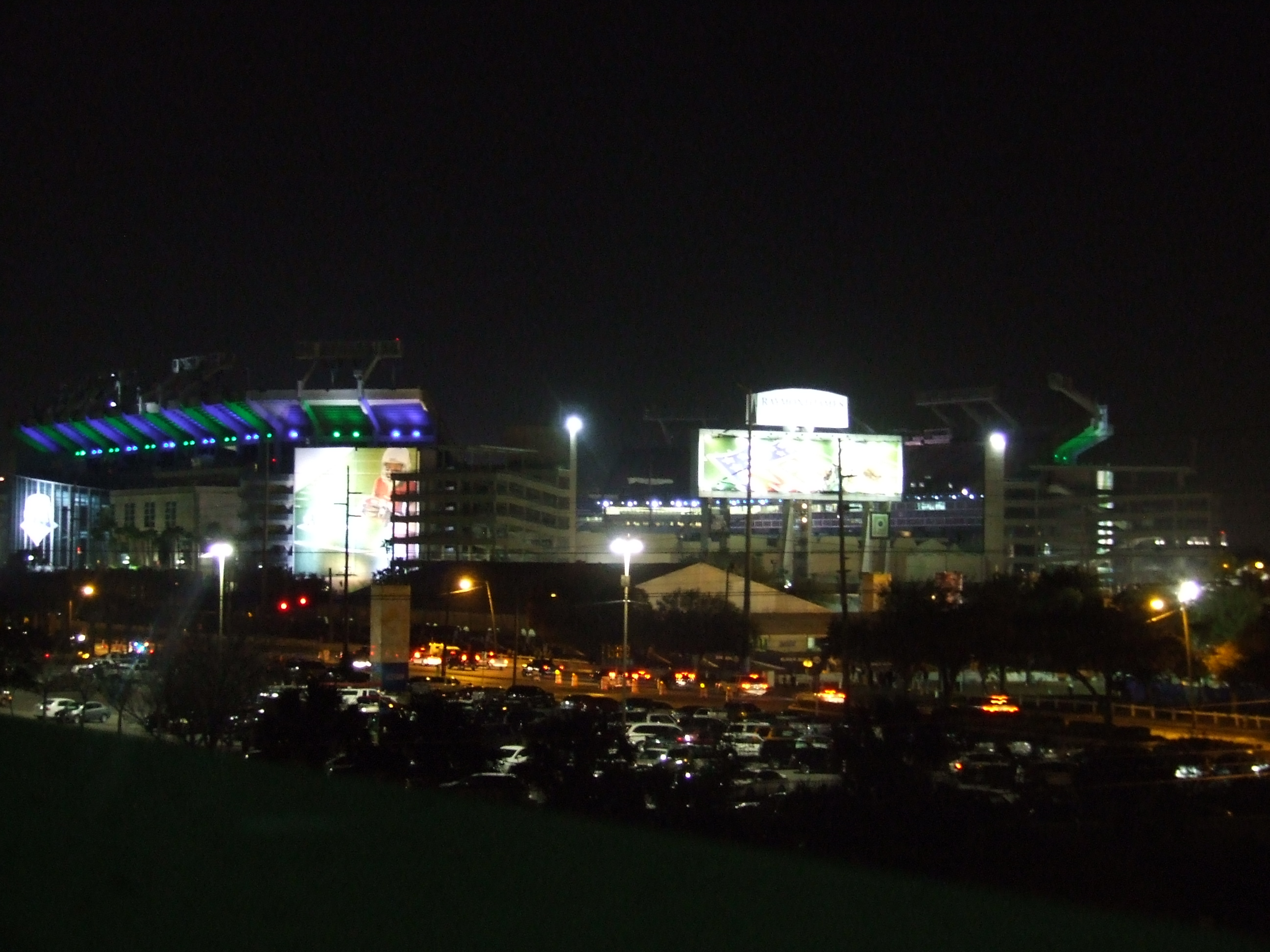
صورة للملعب ليلاً.